# حبيل الطافش (لودر)

تعديل مصدري - تعديل

حبيل الطافش هي إحدى قرى عزلة زارة بمديرية لودر التابعة لمحافظة أبين، بلغ تعداد سكانها 139 نسمة حسب تعداد اليمن لعام 2004.